# Habronyx foveolatus
Habronyx foveolatus är en stekelart som beskrevs av Dasch 1984. Habronyx foveolatus ingår i släktet Habronyx och familjen brokparasitsteklar. Inga underarter finns listade i Catalogue of Life.